# Shannonomyia protuberans
Shannonomyia protuberans är en tvåvingeart som beskrevs av Alexander 1946. Shannonomyia protuberans ingår i släktet Shannonomyia och familjen småharkrankar. Inga underarter finns listade i Catalogue of Life.